# Ератичні валуни

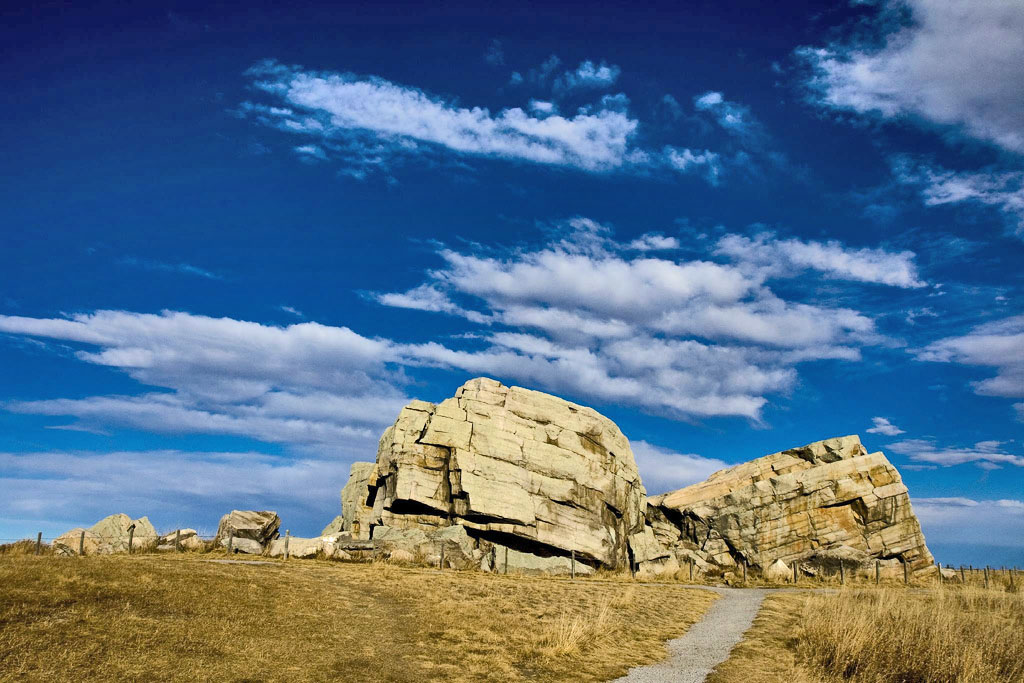
Ератичний валун Big Rock у провінції Альберта, за 15 км від Квебека. Вага кварцитового валуна 15 тис. т.

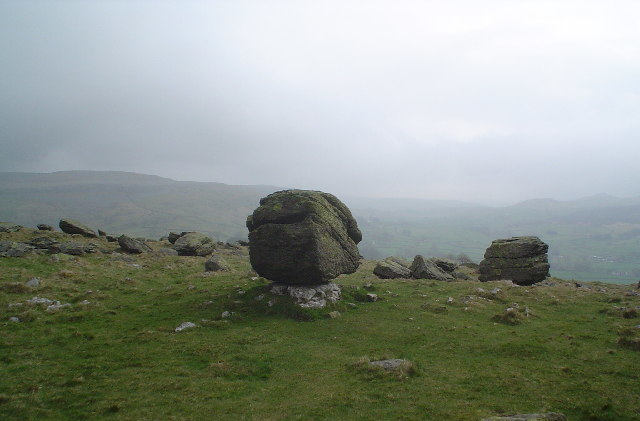
Поле льодовикового ератизму в Шотландії.

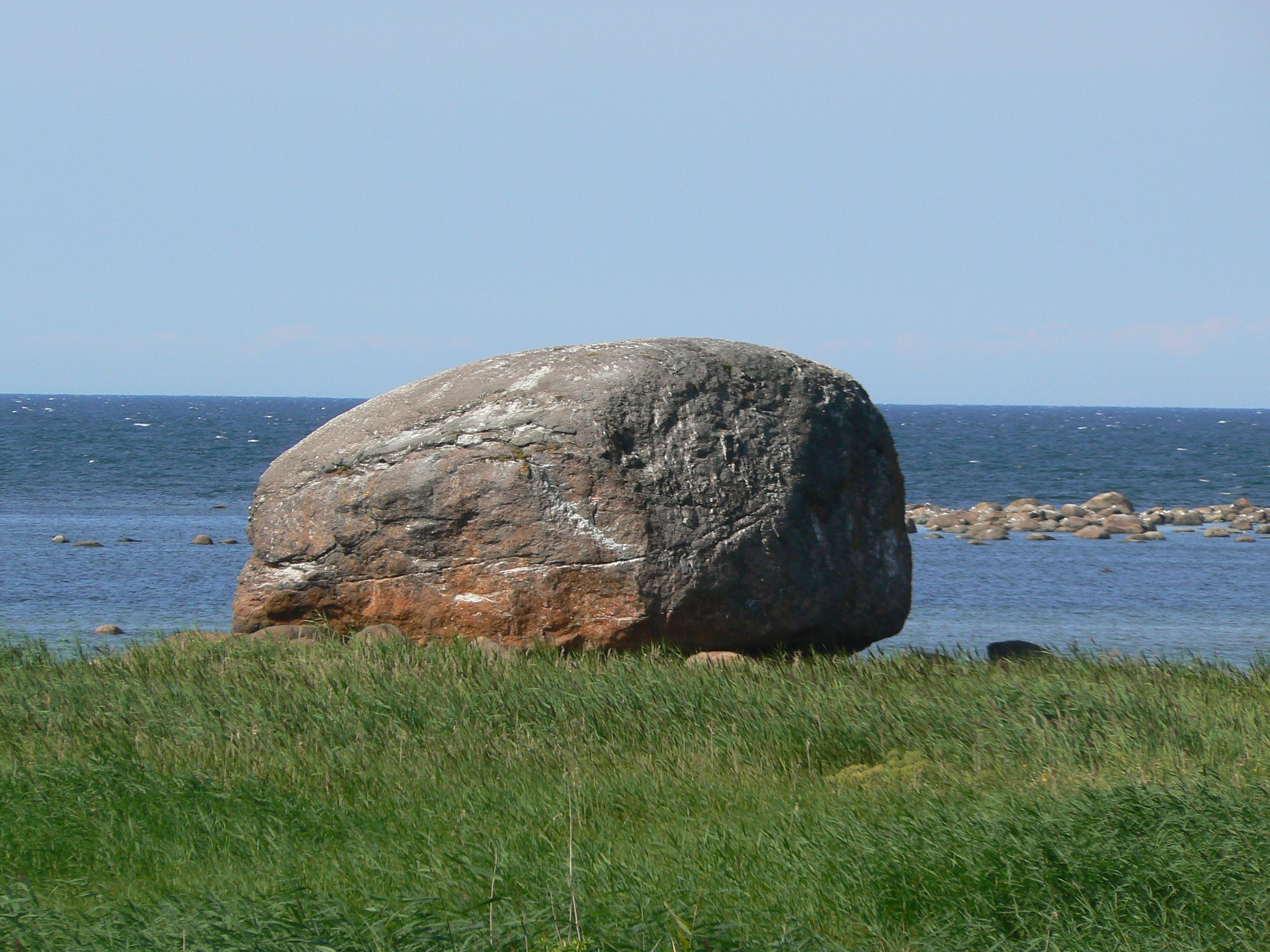
Ератичний валун об'ємом 930 м³ і вагою близько 2500 т. Естонія

Ератичні валуни (від лат. erraticus — блукаючий) — валуни, занесені льодовиком далеко від виходу корінних порід, з яких вони утворилися. Наприклад, у Європі — зі Скандинавії, Фінляндії, Кольського п-ова і відкладені древнім льодовиком.

## Загальний опис
Льодовикова відкладена порода відрізняється від типу породи, яка є рідною для місцевості, де вона лежить. Ерати, які отримали свою назву від латинського слова errare (блукати), переносяться льодовиковим льодом, часто на відстані в сотні кілометрів. Розміри можуть варіювати від гальки до великих валунів, таких як Big Rock (16 500 тонн або 18 200 коротких тонн) в Альберті.
Відома також Ератична вервечка валунів "Foothills Erratics" — це смуга ератичних валунів завдовжки 580 миль (930 км), шириною (0,62 милі (1,00 км) 13,7 миль (22,0 км). Вузька смуга прерії, покрита вервечною ератичних валунів Foothills Erratics Train, простягається вздовж східних флангів Скелястих гір Альберти та північної Монтани до міжнародного кордону.
В Україні ератичні валуни є у валунних глинах і валунних пісках; складені переважно кристалічними породами Українського щита, деякі — Балтійського щита.